# Zemiansky Vrbovok
Zemiansky Vrbovok este o comună slovacă, aflată în districtul Krupina din regiunea Banská Bystrica, pe malul râului Vrbovok⁠(d). Localitatea se află la altitudinea de 414 m deasupra n.m., se întinde pe o suprafață de 8,41 km2 și în 2017 număra 89 de locuitori.

## Istoric
Localitatea Zemiansky Vrbovok este atestată documentar din 1285.

## Demografie
| An:                | 1994 | 2004    | 2014   | 2024    |
| ------------------ | ---- | ------- | ------ | ------- |
| Număr de persoane: | 156  | 103     | 95     | 78      |
| Diferență:         |      | −33,97% | −7,76% | −17,89% |

| An:                | 2023 | 2024 |
| ------------------ | ---- | ---- |
| Număr de persoane: | 78   | 78   |
| Diferență:         |      | +0%  |